# 杰夫·班奈特
杰夫·班奈特（Jeffrey Glenn Bennett，1962年10月2日—） ，美国配音演员，曾在動畫片英勇强尼中为Johnny Bravo配音，在動畫片夜行神龍中为布鲁克林配音，在動畫片馬達加斯加的企鵝中为Kowalski配音。 2012年，杰夫·班奈特获得安妮獎最佳電視配音獎，2016年获得日间艾美奖动画节目最佳表演者。 